# Kavlås (äpple)

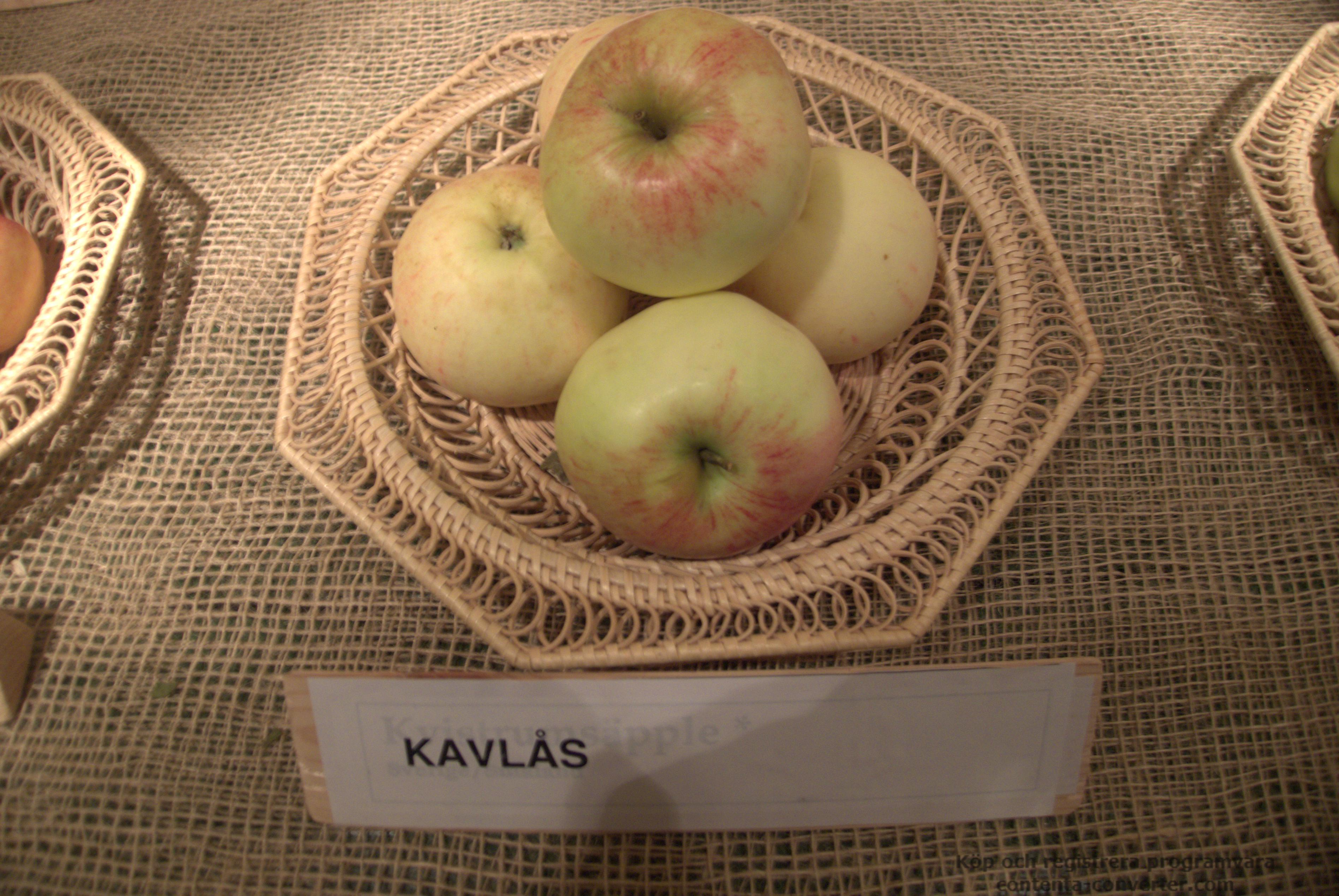
Kavlås-äpplen.

Kavlåsäpple (litografi av målning av Henriette Sjöberg (1842–1915)).

Kavlås är en äpplesort från Västergötland, ursprungligen hittad vid Kavlås slott på 1820-talet. År 2005 utsågs den till landskapsäpple för Västergötland.
Frukten, som mognar i oktober, är stor och ljusgrön med breda åsar. Den kan få klart röda strimmor om hösten har varit solig. I övrigt är trädet kraftigväxande och relativt motståndskraftigt mot sjukdomar. Det kan angripas av skorv.

## Fotnoter
1. ↑  Landskapsäpplen Sveriges Pomologiska Sällskap. Läst 13 februari 2019.